# Goranin (wieś w powiecie gnieźnieńskim)

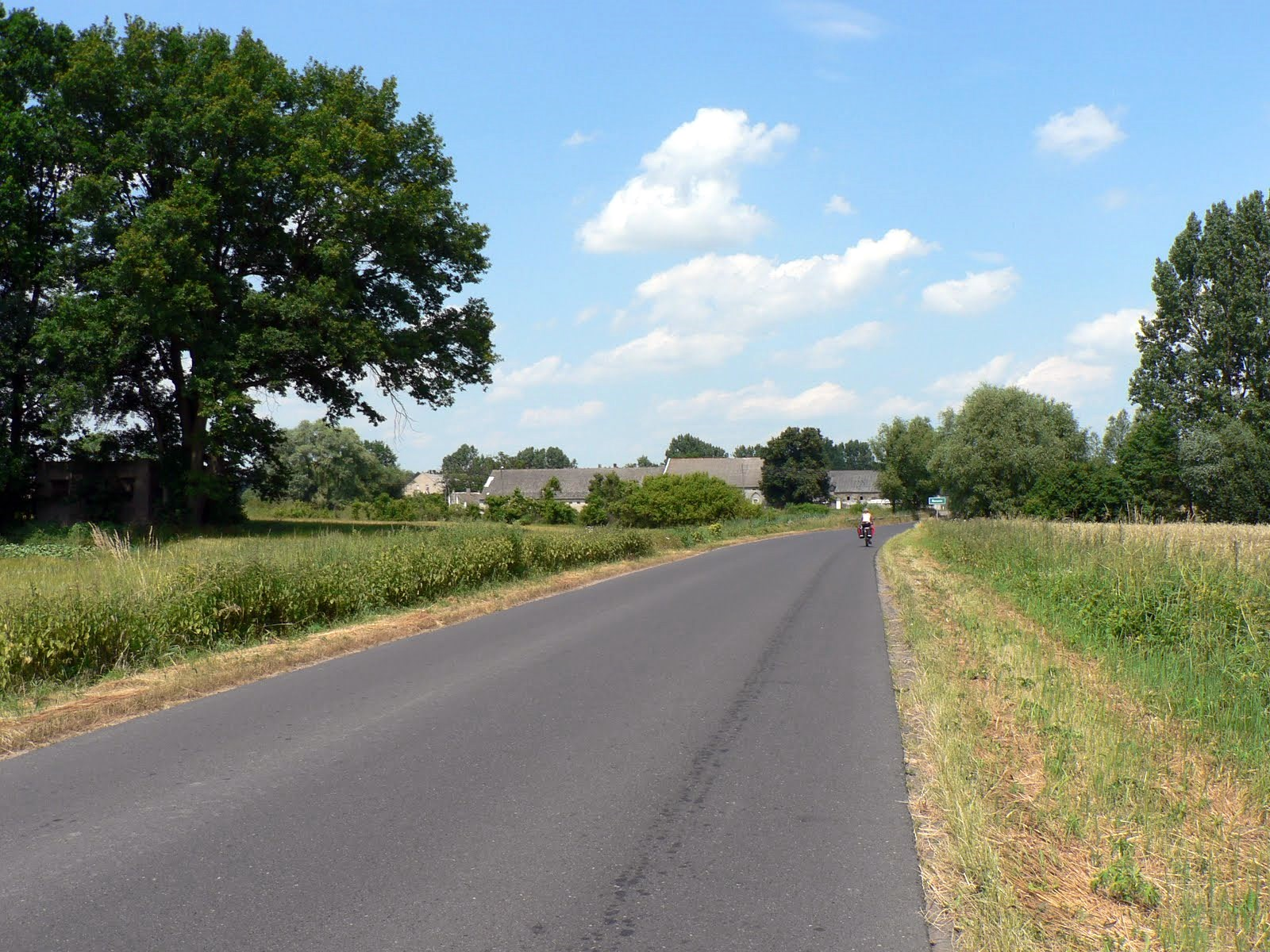
Wjazd do Goranina od strony Czerniejewa

Goranin – wieś w Polsce położona w województwie wielkopolskim, w powiecie gnieźnieńskim, w gminie Czerniejewo.
W latach 1975–1998 miejscowość należała administracyjnie do województwa poznańskiego.